# Kazimierz Żurowski
Kazimierz Józef Żurowski herbu Leliwa (ur. 12 sierpnia 1909 w Zagórzu, zm. 19 marca 1987 w Gnieźnie) – polski archeolog.

## Życiorys
Urodził się 12 sierpnia 1909 w Zagórzu. Pochodził z rodu Żurowskich herbu Leliwa. Miał brata Tadeusza (1908-1985, również historyk) wraz z którym w młodości organizował Drużynę Harcerską im. Tadeusza Kościuszki. Ich kuzynką była porucznik Halina Żurowska (kurierka i łączniczka AK i WiN).
Naukę rozpoczął w Państwowym Gimnazjum Męskie im. Królowej Zofii w Sanoku, gdzie w 1928 po VI klasie został uznany za nieuzdolnionego, następnie naukę kontynuował w V Państwowym Gimnazjum im. Hetmana Stanisława Żółkiewskiego we Lwowie, gdzie 25 maja 1932 zdał egzamin dojrzałości. Studiował na Wydziale Humanistycznym Uniwersytetu Jana Kazimierza we Lwowie, gdzie jego wykładowcami byli m.in. Tadeusz Sulimirski, Leon Kozłowski (prehistoria), Edmund Bulanda (archeologia), Adam Fischer (etnografia) i Jan Czekanowski (antropologia). Studia ukończył w 1938, będąc już zatrudniony jako asystent na uczelni.
W okresie sowieckiej okupacji Lwowa 1939–1941 nadal prowadził działalność naukową. Po wkroczeniu Niemców do Lwowa i zamknięciu uniwersytetu w 1941, pracował jako robotnik i księgowy w firmie budowlanej, a także jako karmiciel wszy w Instytucie Badań nad Tyfusem Plamistym i Wirusami. W 1942 został aresztowany i osadzony w więzieniu.
Po wysiedleniu ze Lwowa w 1945 pracował jako delegat Ministerstwa Kultury i Sztuki przy zabezpieczeniu zbiorów archeologicznych we Wrocławiu. 7 czerwca 1945 został kierownikiem reaktywowanego muzeum miejskiego w Zabrzu, gdzie był kustoszem
W 1949 uzyskał na Uniwersytecie Warszawskim stopień doktora. Tematem jego rozprawy doktorskiej były Zabytki brązowe młodszej epoki brązu i wczesnego okresu żelaza z terytorium dorzecza górnego Dniestru, a promotorem Włodzimierz Antoniewicz. Od 1948 w Gnieźnie został kierownikiem stacji badawczej Instytutu Badania Starożytności Słowiańskich Uniwersytetu Poznańskiego (od 1949 r. prace te prowadzone były z ramienia Kierownictwa Badań nad Początkami Państwa Polskiego, a od 1954 r. Instytutu Kultury Materialnej Polskiej Akademii Nauk). Przez szereg lat kierował też wykopaliskami na Ostrowie Lednickim. Działania te związane były z podjętymi na szeroką skalę ogólnokrajowymi badaniami nad początkami państwa polskiego. Do tego momentu problematyka badawcza, którą zajmował się Żurowski, dotyczyła przede wszystkim epoki brązu i wczesnego żelaza. Wraz z zaangażowaniem w prace archeologiczne w Gnieźnie i akcją odkrywania początków państwa polskiego, skupił się na okresie wczesnego średniowiecza. Od 1949 pracował na Uniwersytecie Poznańskim, a od 1951 na Uniwersytecie Mikołaja Kopernika w Toruniu. Od 1953 do 1976 był kierownikiem Katedry Archeologii Ziem Polskich UMK, a w latach 1976–1979 kierownikiem Zakładu Archeologii Polski UMK. W 1956 Centralna Komisja Kwalifikacyjna przyznała mu habilitację na podstawie dorobku naukowego. W latach 1958–1960 był prodziekanem, a od 1960 do 1962 dziekanem Wydziału Historycznego UMK. W latach 1966–1969 kierował Katedrą Archeologii Pradziejowej i Wczesnośredniowiecznej UAM. W 1964 uzyskał stanowisko profesora nadzwyczajnego na UMK. Zainicjował specjalizację dydaktyczną w zakresie konserwacji zabytków archeologicznych. Badał epokę brązu i wczesnego średniowiecza. Należał do Polskiego Towarzystwa Archeologicznego, pełniąc funkcję prezesa oddziałów towarzystwa w Gnieźnie i Toruniu.
Zamieszkiwał przy ulicy Grudziądzkiej w Toruniu. Był żonaty z Heleną, miał troje dzieci. Zmarł 19 marca 1987 w Gnieźnie i został pochowany na tamtejszym cmentarzu św. Piotra i Pawła.

## Publikacje
- Wyniki badań archeologicznych we Włocławku w 1957 roku  (1961)
- Gniezno, pierwsza stolica Polski (1966)